# 3976 Ліз
3976 Ліз (3976 Lise) — астероїд головного поясу, відкритий 6 травня 1983 року.
Тіссеранів параметр щодо Юпітера — 3,304.